# Autocamionale della Cisa

Tracé Autoroute A15 della Cisa

 (août 2023).
La mise en forme du texte ne suit pas les recommandations de Wikipédia : il faut le « wikifier ».
Les points d'amélioration suivants sont les cas les plus fréquents. Le détail des points à revoir est peut-être précisé sur la page de discussion.
- Les titres sont pré-formatés par le logiciel. Ils ne sont ni en capitales, ni en gras.
- Le texte ne doit pas être écrit en capitales (les noms de famille non plus), ni en gras, ni en italique, ni en « petit »…
- Le gras n'est utilisé que pour surligner le titre de l'article dans l'introduction, une seule fois.
- L'italique est rarement utilisé : mots en langue étrangère, titres d'œuvres, noms de bateaux, etc.
- Les citations ne sont pas en italique mais en corps de texte normal. Elles sont entourées par des guillemets français : « et ».
- Les listes à puces sont à éviter, des paragraphes rédigés étant largement préférés. Les tableaux sont à réserver à la présentation de données structurées (résultats, etc.).
- Les appels de note de bas de page (petits chiffres en exposant, introduits par l'outil «  Source ») sont à placer entre la fin de phrase et le point final[comme ça].
- Les liens internes (vers d'autres articles de Wikipédia) sont à choisir avec parcimonie. Créez des liens vers des articles approfondissant le sujet. Les termes génériques sans rapport avec le sujet sont à éviter, ainsi que les répétitions de liens vers un même terme.
- Les liens externes sont à placer uniquement dans une section « Liens externes », à la fin de l'article. Ces liens sont à choisir avec parcimonie suivant les règles définies. Si un lien sert de source à l'article, son insertion dans le texte est à faire par les notes de bas de page.
- La présentation des références doit suivre les conventions bibliographiques. Il est recommandé d'utiliser les modèles {{Ouvrage}}, {{Chapitre}}, {{Article}}, {{Lien web}} et/ou {{Bibliographie}}. Le mode d'édition visuel peut mettre en forme automatiquement les références.
- Insérer une infobox (cadre d'informations à droite) n'est pas obligatoire pour parachever la mise en page.

Pour une aide détaillée, merci de consulter Aide:Wikification.
Si vous pensez que ces points ont été résolus, vous pouvez retirer ce bandeau et améliorer la mise en forme d'un autre article.
L'Autocamionale della Cisa S.p.A. était une société autoroutière italienne concessionnaire de l'A15 Parme-La Spezia sur la mer tyrrhénienne qui a été incorporée le 1er novembre 2017 dans la société SALT S.p.A..
Son réseau se composait de l'autoroute A15 plus 85 km à construire entre Parme et Nogarole Rocca, baptisée Ti.Bre., sur l'autoroute A22 du Brenner.

## Histoire
La société a été fondée le 6 septembre 1950. Les travaux de construction de l'autoroute "della Cisa" ont débuté le 22 septembre 1958. L'autoroute a été ouverte par tronçons et en totalité sur 102 km le 24 mai 1975. En fin d'année 2016, la société a fusionné et été incorporée dans la société SALT S.p.A., une autre société du groupe SIAS S.p.A. qui en était son principal actionnaire. Le transfert de la gestion est devenue opérationnelle le 31 octobre 2017.

## Itinéraires gérés
L’autoroute A15 en service est qualifiée "autoroute de montagne" sur toute sa longueur. Elle comporte 99 ponts et viaducs pour un total de 19,0 km, et 18 tunnels pour une longueur globale de 7,5 km. Les tunnels les plus longs sont celui de "Valico" de 2 040 mètres, de "Puntamonte" de 1 400 mètres et celui de "Cucchero" de 1 100 mètres tous ventilés, dotés de détection incendie et de
vidéosurveillance. L'autoroute A15 comporte 7 aires de services et 8 parkings. Fait remarquable, plusieurs ponts et tous les viaducs sont à deux niveaux. Ils ont été dédoublés à partir de 2005.

## Projets
La prolongation de l'A15 pour se raccorder sur l'A22, en direction du Brenner, appelée Ti.Bre (Couloir Plurimodal Tyrréninien-Brenner), longue de 85 km entre Fontevivo et Nogarole Rocca au sud de Vérone, a été autorisée en 2001 par le CIPE. Après la procédure administrative, l'étude d'impact environnementale, la validation du tracé par le Ministère des Travaux Publics et l'ANAS en 2004, la publication du décret de validation de la concession et la validation du tracé définitif en 2011, les travaux du lot N° 1 (12 km), attribués à l'entreprise Pizzarotti & C., ont débuté en 2013. Un premier tronçon a été inauguré en octobre 2022 et la mise en service complète est attendue à l'automne 2023.

## Curiosité
Lors de sa construction, l'"Autocamionale della Cisa" avait une particularité qui la rendait unique au monde, un viaduc de 480 mètres de longueur situé à 13 kilomètres au nord de Pontremoli. Cet ouvrage était le viaduc autoroutier à deux étages le plus haut du monde avec des piles de 100 mètres de hauteur. Baptisé "Roccaprebalza", il était unique en son genre. Les deux chaussées comportant deux voies de 3,75 mètres plus une bande d'arrêt d'urgence de 3,00 mètres à droite et une de 2,00 mètres à gauche pour une largeur globale de 12,50 mètres, étaient superposées.
Conçu à la fin des années 1960, il représentait une prouesse technologique à l'époque. Malheureusement, l'évolution constante du trafic a nécessité un élargissement des chaussées pour passer de 2 à 3 voies dans chaque sens. Le viaduc "Roccaprebalza" a été remplacé par deux viaducs monodirectionnels à 3 voies et a été détruit en 2009.
L'intervention de l'entreprise italienne Demolscavi, spécialisée dans ce type de travaux, a concerné 3 ouvrages dont le seul accès était l'échangeur de Berceto :
- le viaduc à chaussées superposées "Roccaprebalza" :
  - dépose du revêtement bitumineux pour réemploi en centrale (obligatoire en Italie depuis les années 1980),
  - dépose des poutres longitudinales de la structure des tabliers, destruction au sol pour réemploi des matériaux,
  - destruction maîtrisée à l'explosif des piles d'une hauteur supérieure à 80 mètres avec récupération des matériaux,
- les 2 chaussées séparées du viaduc "Vigne".

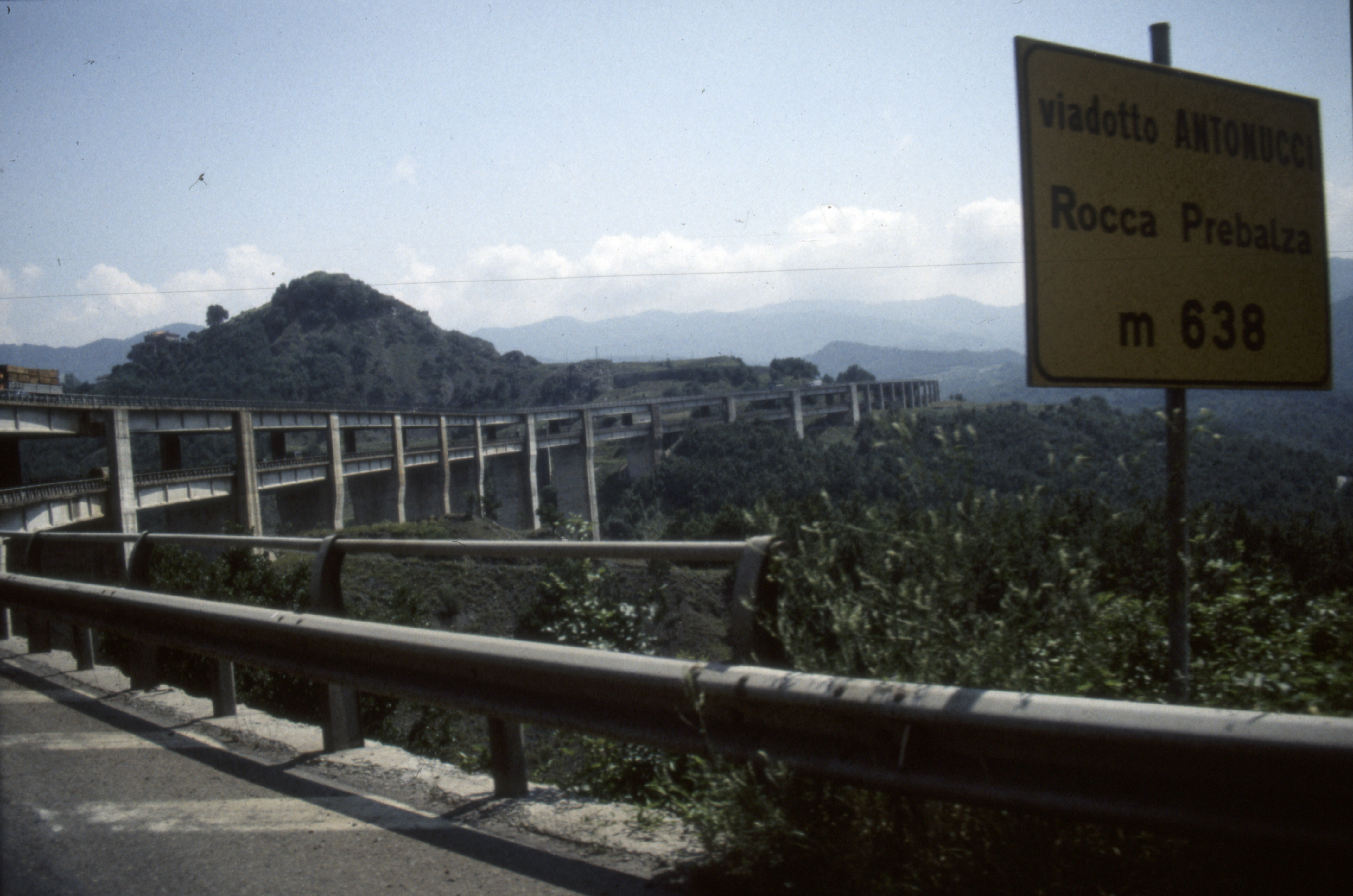
Viaduc Antonucci (vue générale)
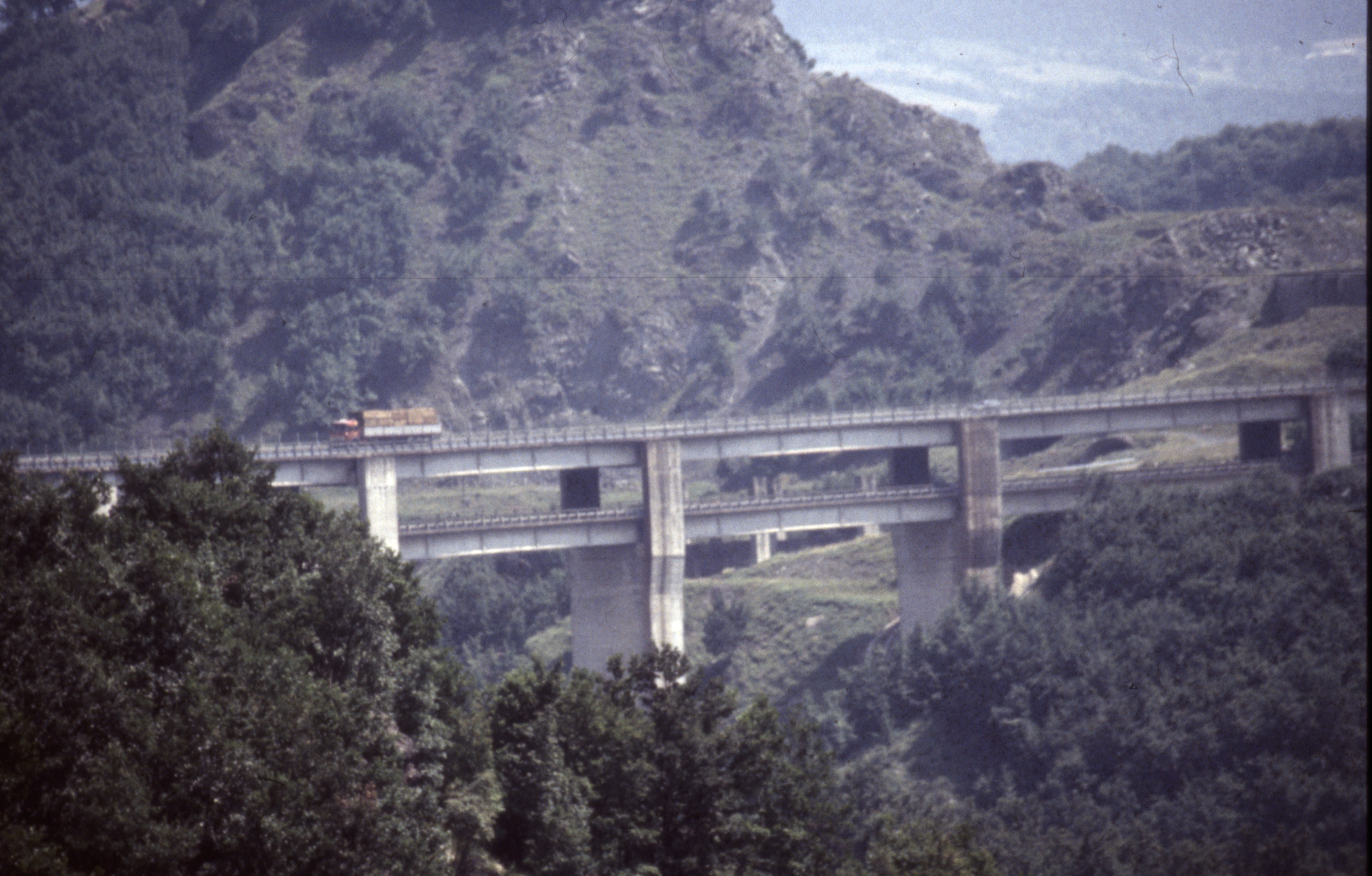
Viaduc Antonucci (partiel)

## Actionnariat
Depuis l'imposition de la Commission Européenne de privatiser les concessions autoroutières des pays européens, en décembre 2015, les collectivités locales ont cédé la majorité du capital détenu dans la société à la société SALT S.p.A.. Depuis, la composition de l'actionnariat est :
- SALT S.p.A. et autres sociétés du Groupe Gavio : 93,616 %
- Collectivités locales : 0,181 %
- Autres actionnaires privés indépendants : 6,203 %

## Liens extérieurs
- (en) Reportage sur le viaduc de Roccaprebalza -  construction du nouveau viaduc et destruction du viaduc à deux niveaux de 1975 en 2009
- (en) Les ouvrages d'art de l'A15 Autostrada della Cisa (2012)